# Баян-Нур
Баян-Нур (кит. упр. 巴彦淖尔, пиньинь Bāyànnào’ěr; монг.  Bayannaɣur, мон.кир. Баяннуур хот) — городской округ в Автономном районе Внутренняя Монголия (КНР).

## История
Северная часть территории современного городского округа — это Урадская степь. Начиная с периода Сражающихся царств здесь жили гунны.
При империи Цин в 1648 году Урадская степь была разделена на три хошуна (Урад-Цяньци, Урад-Чжунци и Урад-Хоуци), подчинённые аймаку Уланчаб.
После Синьхайской революции в 1912 году был создан уезд Уюань.
С 1914 года эта территория вошла в состав Специального административного района Суйюань (绥远特别行政区). В 1925 году в уезде Уюань поднял со своими войсками восстание генерал Фэн Юйсян, поспособствовав удачному завершению гоминьдановского Северного похода и объединения Китая в 1928 году под единой властью. Новое правительство преобразовало Специальный административный район Суйюань в провинцию Суйюань. В это время были образованы уезды Линьхэ и Дэнкоу (который входил в провинцию Нинся).
Во время войны с Японией в провинции Суйюань в 1942 году был создан уезд Мицан, который впоследствии, в 1953 году, был переименован в хошун Хангин-Хоуци.
В 1954 году провинция Суйюань была расформирована, и эти земли вошли в состав Административного района Хэтао (河套行政区) Внутренней Монголии, органы власти которого разместились в посёлке Шэньба. В административный район Хэтао входили уезды Уюань, Линьхэ, Аньбэй (в апреле 1958 вошёл в состав хошуна Урад-Цяньци), Ланшань (в апреле 1958 года вошёл в состав хошуна Хангин-Хоуци), хошун Дарат-Хоуци (в апреле 1958 года вошёл в состав уезда Уюань), хошун Хангин-Хоуци, посёлок уездного уровня Шэньба (в апреле 1958 года вошёл в состав хошуна Хангин-Хоуци).
В 1956 году Баиньхото-Монгольская автономная область (巴音浩特蒙族自治州) и Эдзинская автономная область (额济纳自治州) перешли из состава провинции Ганьсу под юрисдикцию Внутренней Монголии и образовали аймак Баян-Нур, органы власти которого разместились в Баян-Хото. В аймак Баян-Нур входили хошуны Алашань, Эдзин, уезд Дэнкоу и городской уезд Баян-Хото.
В 1958 году административный район Хэтао был присоединён к аймаку Баян-Нур. В 1961 году хошун Алашань был разделён на Алашань-Юци и Алашань-Цзоци. В июле 1969 года хошун Алашань-Цзоци был передан в состав Нинся-Хуэйского автономного района, а хошуны Эдзин и Алашань-Юци — в состав провинции Ганьсу.
1 декабря 2003 года решением Госсовета КНР аймак Баян-Нур был преобразован в городской округ, а городской уезд Линьхэ стал районом в его составе.

## Население
В 2000 году в аймаке проживало 1 682 662 человек.
| Народность | Численность | Доля   |
| ---------- | ----------- | ------ |
| Ханьцы     | 1 579 969   | 93,9 % |
| Монголы    | 76 368      | 4,54 % |
| Хуэйцы     | 19 835      | 1,18 % |
| Маньчжуры  | 4231        | 0,25 % |
| Туцзя      | 560         | 0,03 % |
| Тибетцы    | 393         | 0,02 % |
| Мяо        | 224         | 0,01 % |

## Административно-территориальное деление
Городской округ Баян-Нур делится на 1 район, 2 уезда, 4 хошуна:
| Карта                                             | Карта | Карта            | Карта              | Карта           | Карта            | Карта         | Карта               |
| ------------------------------------------------- | ----- | ---------------- | ------------------ | --------------- | ---------------- | ------------- | ------------------- |
| Карта админиситративного деления округа Баян-Нур. |       |                  |                    |                 |                  |               |                     |
| №                                                 | Тип   | Русское название | Китайское название | Пиньинь         | Население (2004) | Площадь (км²) | Плотность населения |
| 1                                                 | Район | Линьхэ           | 临河区             | Línhé qū        | 550 000          | 2354          | 234                 |
| 2                                                 | Уезд  | Уюань            | 五原县             | Wǔyuán xiàn     | 280 000          | 2493          | 112                 |
| 3                                                 | Уезд  | Дэнкоу           | 磴口县             | Dèngkǒu xiàn    | 120 000          | 4167          | 29                  |
| 4                                                 | Хошун | Урад-Цяньци      | 乌拉特前旗         | Wūlātè Qián qí  | 340 000          | 7476          | 45                  |
| 5                                                 | Хошун | Урад-Чжунци      | 乌拉特中旗         | Wūlātè Zhōng qí | 140 000          | 22 606        | 6                   |
| 6                                                 | Хошун | Урад-Хоуци       | 乌拉特后旗         | Wūlātè Hòu qí   | 60 000           | 24 925        | 2                   |
| 7                                                 | Хошун | Хангин-Хоуци     | 杭锦后旗           | Hángjǐn Hòu qí  | 300 000          | 1767          | 170                 |

## Экономика
Через КПП Ганьцимаоду из Китая в Монголию экспортируют овощи и фрукты, в том числе яблоки, груши, помидоры и огурцы; из Монголии импортируют преимущественно уголь и медное сырьё. В 2022 году через этот погранпереход было перевезено более 19 млн тонн грузов, в первом полугодии 2023 года — более 16 млн тонн.
По итогам 2023 года общий объем грузов, прошедших через пункт пропуска Ганьцимаоду, вырос на 98,54 % в годовом исчислении до 37,86 млн тонн. 

### Промышленность
В округе базируются компании Inner Mongolia Mengniu Shengmu High-Tech Dairy Industry (молочная продукция), Inner Mongolia Tunhe Hetao Tomato Products (овощная продукция), Inner Mongolia Hengfeng Food Industry и Inner Mongolia Zhaofeng Shiweitian Flour (зерновая и хлебобулочная продукция), Inner Mongolia Grassland Hongbao Food (мясная продукция), Inner Mongolia Hetao Liquor (алкогольные напитки), Inner Mongolia Huakui Agriculture Technology (орехи), Bayan Nur Xibu Copper Material (обработка меди), The United Laboratories (фармацевтика), Inner Mongolia Heimao Coal-Chemical и Inner Mongolia Yellow River Chromium (химическая продукция), Inner Mongolia Hetao Packing (пищевые контейнеры), Viction Cashmere Group (текстильная продукция) и Bayan Nur Zhonglian Cements (строительные материалы).

### Сельское хозяйство
В округе выращивают пшеницу, кукурузу и подсолнечник, разводят крупный рогатый скот и верблюдов. В 2024 году в регионе было произведено более 940 тыс. тонн семян подсолнечника, которые были экспортированы в более чем 40 стран и регионов мира.

## Транспорт
Важное значение имеют логистические услуги и грузовые железнодорожные перевозки по маршруту Баян-Нур — Россия — Европа.